# Eddie Bonnemere
Edward Valentine „Eddie“ Bonnemere (* 15. Februar 1921 in New York City; † 19. März 1996 in Teaneck, New Jersey) war ein US-amerikanischer Jazzpianist sowie Kirchenmusiker und Komponist.

## Leben und Wirken
Bonnemere spielte bereits während seiner Schulzeit als Kirchenpianist in Harlem. Nach Ableistung des Militärdienstes im Zweiten Weltkrieg spielte er bei Claude Hopkins, um dann seinen Master an der New York University zu machen und sich dem Latin Jazz zuzuwenden: 1953 leitete er eine Combo mit Ray Barretto im Savoy Ballroom; 1955 hatte er eine Mambo-Band. Er trat 1956 im Detroiter Club Baker’s Keyboard Lounge auf und veröffentlichte auf dem Label Royal Roost das 10-Zoll-Album Ti-Pi-Tin / Five O'Clock Whistle; 1959 folgte dort die mit seinem Trio eingespielte LP Piano Bon-Bons und 1960 The Sound of Memory. 1964 entstand (unter Mitwirkung von Kenny Burrell) sein Album Jazz Orient-ed bei Prestige Records.
Mitte der 1960er Jahre zählte Bonnemere zu den Protagonisten einer Afrikanisierung der katholischen Liturgie um Clarence J. R. Rivers; 1965 schrieb er – beeinflusst von Mary Lou Williams – die Missa Hodierna für Jazzensemble und Chor, die erstmals 1966 während eines Gottesdienstes in Harlems St. Charles Borromeo Church präsentiert wurde; diese Messe wurde auch in der Town Hall gemeinsam mit Howard McGhees Instrumentalkomposition Bless You aufgeführt. In späteren Jahren betätigte er sich als Kirchenmusiker und komponierte die  Missa Laetare und weitere liturgische Gesänge. Er war auch musikalischer Direktor der Church of St. Thomas the Apostle in Manhattan.

## Diskographische Hinweise
- Missa Laetare (Mass of Joy) (Fortress 32-2153-74, 1969)
- Mass for Every Season (Community of St. Thomas CSS 698)
- O Happy the People (Fortress 32-2369-74)